# Foglio federale

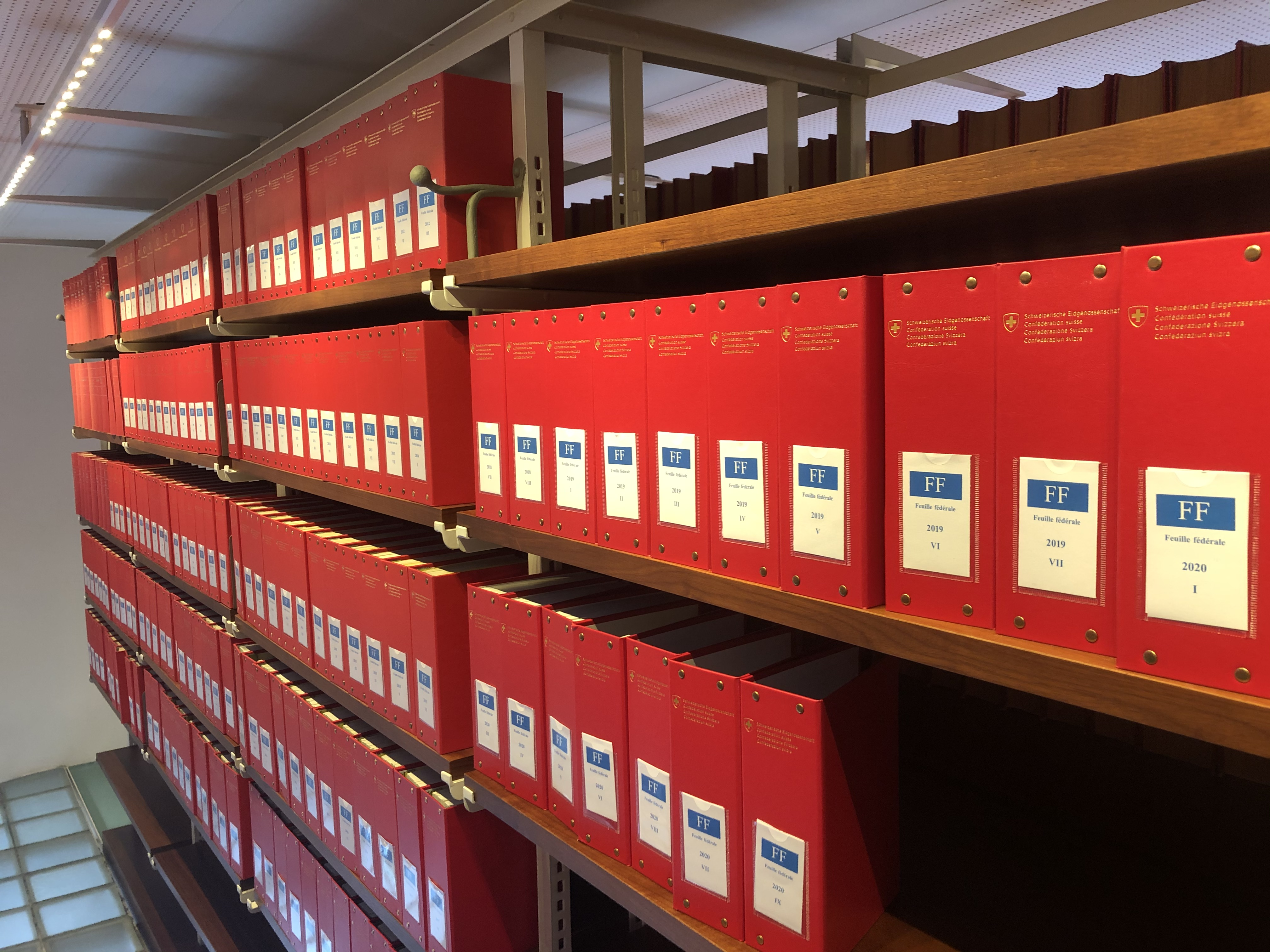
Raccoglitori del Foglio federale svizzero (in lingua francese), alla Biblioteca del Parlamento, a Berna

Foglio federale (in tedesco: Bundesblatt; in francese: Feuille fédérale) è una pubblicazione ufficiale periodica e gratuita dell'organo esecutivo della Confederazione Svizzera.